# گوادالوپ کاللو
گوادالوپ کاللو (انگلیسی: Guadalupe Calello؛ زادهٔ ۱۳ آوریل ۱۹۹۰) بازیکن فوتبال اهل آرژانتین است.
از باشگاه‌هایی که در آن بازی کرده‌است می‌توان به باشگاه فوتبال ریور پلاته اشاره کرد.
وی همچنین در تیم ملی فوتبال زنان آرژانتین بازی کرده‌است.